# Leaf
Leaf var en tillverkare av sockerkonfektyr med varumärken som Läkerol, Malaco och Ahlgrens bilar. Företaget stod även bakom det sockerfria Dietorelle. Leaf ingick i Leaf International-koncernen. Koncernens produkter såldes i fler än 50 länder. Företaget ägdes av Nordic Capital och CVC partners.
Leaf Scandinavia eller tidigare Malaco Leaf hade sitt huvudkontor i Malmö. Företaget grundades i sin nuvarande form i mars 2005. År 1999 bildades Malaco Leaf efter en sammanslagning av Malaco och Leaf Sverige (f.d. Ahlgrens).
I december 2011 köpte Cloetta Leaf.